# Henning Schauenburg
Henning Schauenburg (* 1954) ist ein deutscher Arzt, Hochschullehrer und Psychotherapie-Forscher. Er ist seit 2006 außerplanmäßiger Professor an der medizinischen Fakultät der Universität Heidelberg.

## Laufbahn
Henning Schauenburg wurde in Nürnberg geboren, wuchs in Erlangen auf und begann dort 1975 sein Studium der Medizin. 1978 Fortsetzung des Studiums in Göttingen.  Die Promotion zum Dr. med. erfolgte 1984 bei Eckart Sperling, Göttingen (Magersucht beim männlichen und weiblichen Geschlecht – Vergleich der Interaktion in zwei Familien).  Die Facharztausbildung zum Arzt für Neurologie und Psychiatrie absolvierte er an der Universitätsklinik Göttingen bei Joachim-Ernst Meyer, Eckart Rüther und Klaus Felgenhauer. Ab 1989  war er zunächst Assistenzarzt an der Klinik für Psychosomatische Medizin und Psychotherapie der Universität Göttingen (Ulrich Rüger). Seit 1990 war er zunächst Oberarzt der dort angesiedelten Psychotherapeutischen Ambulanz für Studierende der Klinik  und seit 1992 leitender Oberarzt der Klinik. Von 1989 bis 1994 absolvierte er die Ausbildung zum Psychoanalytiker (DGPT) am Lou-Andreas-Salome-Institut in Göttingen. Parallel erwarb er den Facharzt für Psychotherapeutische Medizin und machte eine Ausbildung zum psychoanalytischen Familientherapeuten. Er habilitierte sich im Fach Psychosomatische Medizin 1998 mit einer Arbeit zur Interpersonellen Aspekten der Kurzzeitpsychotherapie. Von 2003 bis 2006 war er Universitätsprofessor auf Zeit (W2) an der medizinischen Fakultät der Universität Göttingen. Im Jahr 2006 wechselte er auf die Stelle eines geschäftsführenden Oberarztes und Stellvertreters des Ärztlichen Direktors an der Klinik für Allgemeine Innere Medizin und Psychosomatik der Universität Heidelberg.
Er war Gastprofessor an der Pontificia Universidad Catòlica Santiago de Chile 2016 und 2020.

## Ausgewählte Aktivitäten
Henning Schauenburg ist Gründungsmitglied des Arbeitskreises „Operationalisierte Psychodynamische Diagnostik“ und dort Mitglied des Koordinationsrates. Von 2008 bis 2015 war er unabhängiger Sachverständiger für Psychotherapie beim Gemeinsamen Bundesausschuss in Berlin. Seit 2005 ist er an der Erstellung der Erstfassung und der regelmäßigen Revisionen der Nationalen Versorgungsleitlinie „Unipolare Depression“ im Steuerungsgremium beteiligt. Von 2013 bis 2016 war er Präsident des European Chapter der Society for Psychotherapy Research. Seit 2009 hat er das psychodynamisch orientierte Heidelberger Institut für Psychotherapie mit aufgebaut und ist dort Ko-Leiter. Er war und ist Mitherausgeber verschiedener Zeitschriften (Psychotherapy Research, Gruppentherapie und Gruppendynamik, Psychotherapie im Dialog).
Er ist als Dozent tätig (OPD, Depression, psychodynamische Psychotherapie der Depression) und hat hierzu Lehrbuchartikel veröffentlicht.

## Forschung
Die Forschungstätigkeit lag vor allem im Bereich der Diagnostik psychischer Störungen, der Therapie der Depression, der klinischen Bindungsforschung und  auch der Therapie von Essstörungen und Angststörungen. Zuletzt und aktuell stehen im Mittelpunkt seiner Arbeit Psychotherapieprozess- und ergebnisforschung. Ca. 280 Buch- und Zeitschriftenveröffentlichungen aus dem Feld der Psychosomatik, Psychotherapie und Psychiatrie. h-Faktor 34.

## Ausgewählte Veröffentlichungen
- H. Schauenburg, M. Strack: Die Symptom Checklist 90R zur Darstellung statistisch- und klinisch-signifikanter Psychotherapieergebnisse. In: PPmP – Psychosomatik Psychotherapie Medizinische Psychologie. Band 47, 1998, S. 257–264.
- H. Schauenburg, A. Buchheim, K. Beckh, T. Nolte, K. Brenk-Franz, F. Leichsenring, M. Strack, U. Dinger: The influence of psychodynamically oriented therapists' attachment representations on outcome and alliance in inpatient psychotherapy. In: Psychotherapy Research. Band 20, Nr. 2, 2010, S. 193–202.
- U. Dinger, H. Schauenburg: Effects of individual cohesion and patient interpersonal style on outcome in psychodynamically oriented inpatient group psychotherapy. In: Psychotherapy Research. Band 20, Nr. 1, 2010, S. 22–29.
- J. C. Ehrenthal, U. Dinger, L. Horsch, M. Komo-Lang, M. Klinkerfuß, T. Grande, H. Schauenburg: Der OPD-Strukturfragebogen (OPD-SF): Erste Ergebnisse zu Reliabilität und Validität. In: Psychotherapie Psychosomatik Medizinische Psychologie. Band 62, 2012, S. 25–32.
- S. Zipfel, B. Wild, G. Groß, H. C. Friederich, M. Teufel, D. Schellberg, K. Giel, M. de Zwaan, A. Dinkel, S. Herpertz, M. Burgmer, B. Löwe, S. Tagay, J. von Wietersheim, A. Zeeck, C. Schade-Brittinger, H. Schauenburg, W. Herzog: Focal psychodynamic therapy, cognitive behaviour therapy, and optimised treatment as usual in outpatients with anorexia nervosa (ANTOP study): randomised controlled trial. In: The Lancet. Band 383, Nr. 9912, 2014, S. 127–137.
- H. Schauenburg: Depression und Bindung – Therapeutische Strategien. Vandenhoeck, Göttingen 2018.
- H. Schauenburg, U. Dinger, A. Kriebel, J. Huber, H.-C. Friederich, W. Herzog, C. Nikendei: Zur Entwicklung tiefenpsychologischer Ausbildungsinstitute. Das Beispiel des Heidelberger Instituts für Psychotherapie. In: Psychotherapeut. Band 64, Nr. 1, 2019, S. 46–54.
- H. Schauenburg: Psychodynamische Psychotherapie der Depression. In: Fortschr Neurol Psychiatr. Band 88, 2020, S. 1–17.
- H. Schauenburg, S. Jennissen, M. Cierpka: Heidelberger Standards zur psychodynamischen Diagnostik nach OPD-2. 1. Auflage. Medizinische Fakultät Heidelberg, Heidelberg 2020, ISBN 978-3-00-067215-6.